# 邦克山 (印第安納州摩根縣)
邦克山（英語：Bunker Hill）是位於美國印地安納州摩根縣的一個非建制地區。該地的面積和人口皆未知。